# New River (Wirginia)
New River – jednostka osadnicza w Stanach Zjednoczonych, w stanie Wirginia, w hrabstwie Pulaski.